# كارل هايدن
كارل هايدن (بالإنجليزية: Carl Hayden)‏ هو سياسي أمريكي، ولد في 2 أكتوبر 1877 في تمبي في الولايات المتحدة، وتوفي في 25 يناير 1972 في ميسا في الولايات المتحدة بسبب مرض. حزبياً، نشط في الحزب الديمقراطي.

## مناصب
- انتخب شريف (1907 – 1912).
- انتخب أمين الخزينة (1904 – 1906).
- انتخب عضو المجلس المحلي [الإنجليزية]‏ (1902 – 1904).
- انتخب الرئيس المؤقت لمجلس الشيوخ الأمريكي (3 يناير 1957 – 3 يناير 1969).
- انتخب عضو مجلس النواب الأمريكي عن دائرة Arizona's at-large congressional district [الإنجليزية]‏ (19 فبراير 1912 – 4 مارس 1927).
- انتخب عضو مجلس الشيوخ الأمريكي (4 مارس 1927 – 3 يناير 1969).

## روابط خارجية
- كارل هايدن على موقع الموسوعة البريطانية (الإنجليزية)
- كارل هايدن على موقع إن إن دي بي (الإنجليزية)